# Regla de la derivada del producte per una constant
En Càlcul infinitesimal, la regla de la derivada del producte per una constant permet de treure les constants que multipliquen una funció fora de l'operador de derivació i concentrar el procés de derivació en obtenir la derivada de la funció de x. És una part de la linealitat de la derivació.
Suposant que es tracta de calcular la derivada d'una funció del tipus:
{\displaystyle g(x)=k\cdot f(x).}
on k és una constant.
Fent servir la fórmula de definició de la derivada s'obté:
{\displaystyle g'(x)=\lim _{h\to 0}{\frac {g(x+h)-g(x)}{h}}}
{\displaystyle g'(x)=\lim _{h\to 0}{\frac {k\cdot f(x+h)-k\cdot f(x)}{h}}}
{\displaystyle g'(x)=\lim _{h\to 0}{\frac {k(f(x+h)-f(x))}{h}}}
{\displaystyle g'(x)=k\lim _{h\to 0}{\frac {f(x+h)-f(x)}{h}}\quad {\mbox{(*)}}}
{\displaystyle g'(x)=k\cdot f'(x).}
Aquesta és l'afirmació de la regla de la derivada del producte per una constant, en la notació de Lagrange.
En la notació de Leibniz, queda
{\displaystyle {\frac {d(k\cdot f(x))}{dx}}=k\cdot {\frac {d(f(x))}{dx}}.}
Si es fa k=-1 es té:
{\displaystyle {\frac {d(-y)}{dx}}=-{\frac {dy}{dx}}.}

## Comentari respecte de la demostració
Fixeu-vos que perquè aquesta afirmació sigui certa, k ha de ser una constant, o sinó la k no es pot treure fora del límit a la línia marcada amb un (*).
Si k depèn de x, no hi ha cap motiu per pensar que k(x+h) = k(x). En aquest cas s'aplica la regla del producte.